# Rimicola muscarum
Rimicola muscarum is een straalvinnige vissensoort uit de familie van schildvissen (Gobiesocidae). De wetenschappelijke naam van de soort is voor het eerst geldig gepubliceerd in 1895 door Meek & Pierson.